# Приевали
Приевали (на словашки: Prievaly) е село в западна Словакия,  в Търнавски край, в окръг Сеница. Населението му е 973 души.
Разположенo е на 245 m надморска височина, на 21 km южно от Сеница. Площта му е 15,01 km². Кмет на селото е Яна Петрашова.В центъра има римокатолическа църква, общински съвет и поща. 